# Ceinos de Campos
Ceinos de Campos es un municipio de España, en la comarca de Tierra de Campos, dentro de la provincia de Valladolid, comunidad autónoma de Castilla y León. Tiene una superficie de 36,10 km² con una población de 197 habitantes y una densidad de 5,46 hab/km².

## Geografía
Forma parte de la comarca de Tierra de Campos en la provincia de Valladolid, situándose a 59 kilómetros al noroeste de la capital provincial. Está atravesado por la carretera N-601 entre los pK 247 y 255. 
El municipio es atravesado por el río Navajos, también conocido como Valdeduey, Bustillo o Ahogaborricos, afluente del Valderaduey. El relieve es el propio de la Tierra de Campos, una amplia llanura con algunos arroyos estacionales y algunas pequeñas elevaciones aisladas. El pueblo se alza a 767 metros sobre el nivel del mar. 
| Noroeste: Becilla de Valderaduey                           | Norte: Villacid de Campos | Noreste: Cuenca de Campos  |
| Oeste: Villavicencio de los Caballeros, Villalán de Campos |                           | Este: Cuenca de Campos     |
| Suroeste: Villalán de Campos                               | Sur: Aguilar de Campos    | Sureste: Moral de la Reina |

## Historia

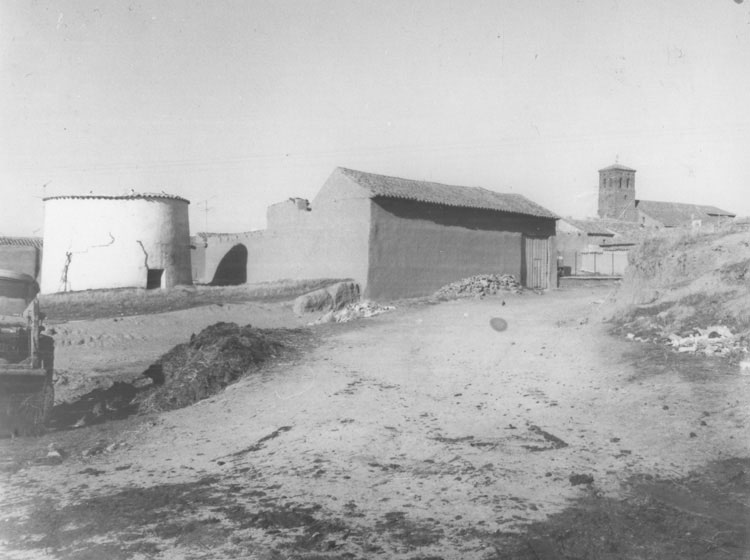
Vista del pueblo, mediados del siglo XX

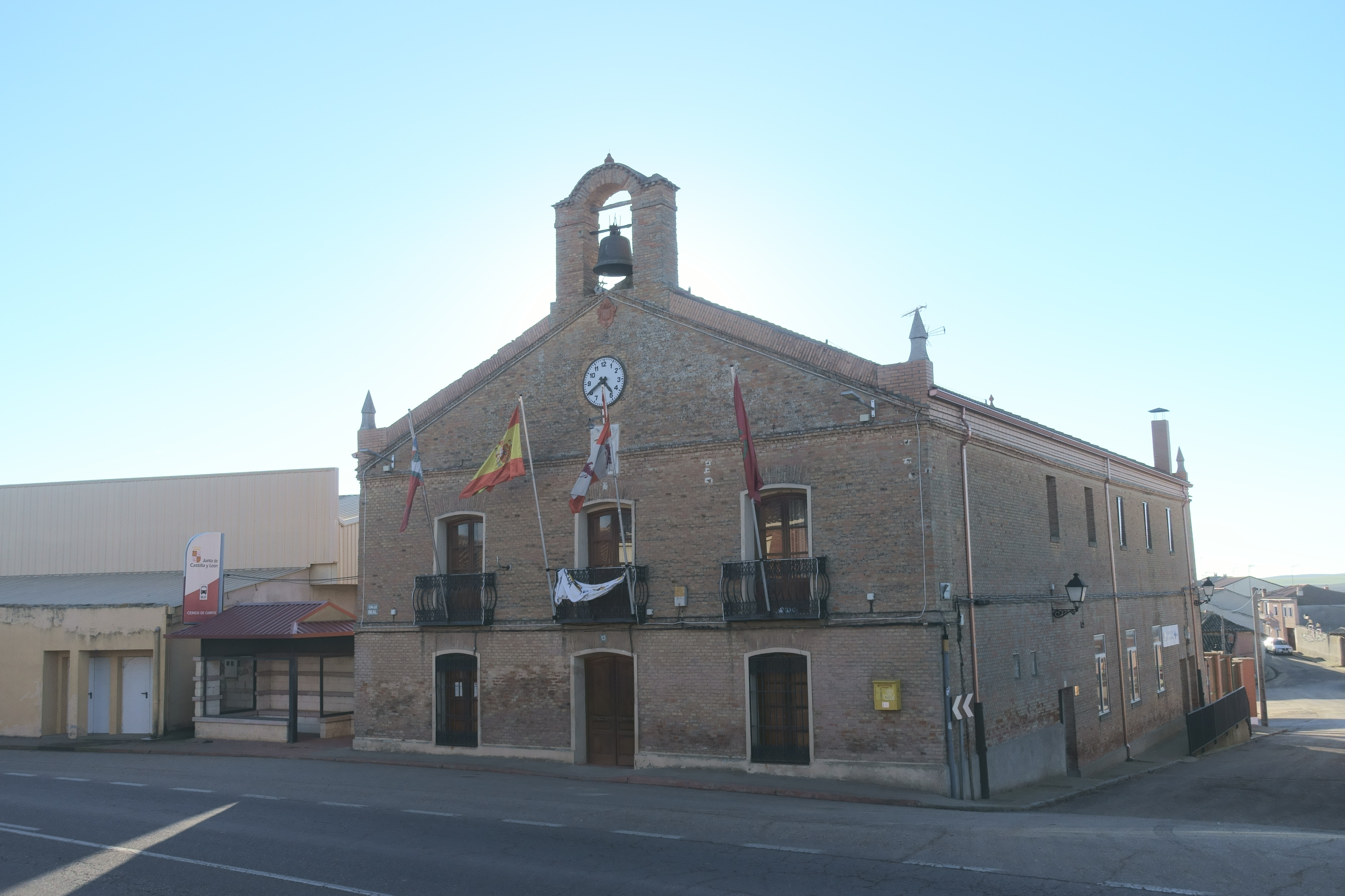
Casa consistorial

Ceinos se desarrolló al amparo de la bailía que los caballeros templarios establecieron en este lugar. De la iglesia de Santa María conserva una arquería alojada anteriormente en el Museo Nacional de Escultura de Valladolid aunque desde 2014 residen en Ceinos de Campos.
Dentro del término municipal de Ceinos de Campos y en los pagos de Fuente de Santiago y Carrecastro existe una villa romana fechada entre los siglos II-IV d. C.
Todos los años, entre el 10 y el 12 de agosto se celebra la Encomienda Templaria, que es un campamento medieval de temática templaria. Hay talleres, recreación de la vida templaria y conferencias.

## Geografía humana

### Demografía
Cuenta con una población de 172 habitantes (INE 2024).
| Gráfica de evolución demográfica de Ceinos de Campos entre 1842 y 2021 |
| |
| Población de derecho según los censos de población del INE Población de hecho según los censos de población del INEEn estos censos se denominaba Ceinos: 1842, 1857, 1860, 1877, 1887, 1897, 1900, 1910, 1920, 1930, 1940, 1950, 1960, 1970, 1981 y 1991 |

| 278                  | 271 | 272 | 278 | 261 | 252 | 228 | 225 | 197 |
| (Fuente: www.ine.es) |     |     |     |     |     |     |     |     |